# Alpina wahlbergi
Alpina wahlbergi là một loài bướm đêm trong họ Geometridae.